# Double identité (film, 1987)
 (décembre 2023).
Pour plus de détails, voir Fiche technique et Distribution.
Double identité (Positive I.D.) est un film américain réalisé par Andy Anderson, sorti en 1987.

## Synopsis
Une femme au foyer ordinaire, victime d'une agression brutale, a toujours du mal à faire face à l'incident un an plus tard. Après avoir vu une histoire aux nouvelles du soir, cependant, elle commence mystérieusement à se constituer une identité alternative, inconnue de sa famille ou de ses amis.

## Fiche technique
- Titre : Double identité
- Titre original : Positive I.D.
- Réalisation et scénario : Andy Anderson
- Musique : Steven Jay Hoey
- Pays d'origine :  États-Unis
- Sociétés de production : Universal Pictures et Andersonfilm
- Genre : Policier
- Durée : 95 minutes
- Date de sortie : 30 mars 1990

## Distribution
- Stephanie Rascoe Myers : Julie Kenner / Bobbie King
- John S. Davies : Don Kenner
- Steven Fromholz : Roy Mercer
- Lauren Lane : Dana
- Gail Cronauer : Melissa
- Matthew Sacks : Mr. Tony
- Audeen Casey : Dr. Sterling
- Steven Jay Hoey : Johnny
- Erin White : Katie Kenner
- Terry Leeser : Vinnie DeStephano
- Steve Garrett : le commis aux statistiques de l'état civil
- Dottie Mandel : une femme chez Maildrop
- James Buchanan : le prêteur sur gages
- William Spurlock : Mr. Bernard
- Tim Hatcher : Bill Duncan
- Raul Flores : Gino